# 电感耦合等离子体原子发射光谱

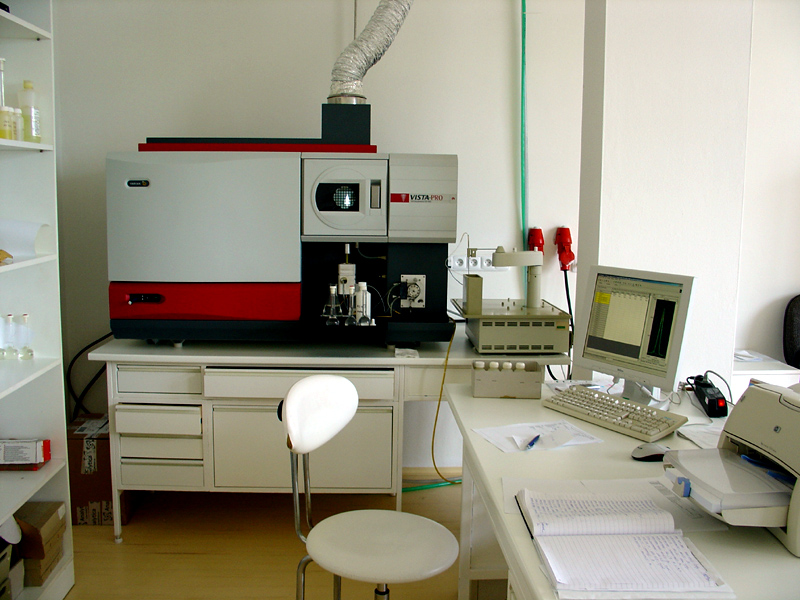
电感耦合等离子体原子发射光谱仪。

电感耦合等离子体原子发射光谱法（Inductively coupled plasma atomic emission spectroscopy，缩写ICP-AES），也称为电感耦合等离子体光学发射光谱法（inductively coupled plasma optical emission spectrometry，缩写ICP-OES），是利用通过高频电感耦合产生等离子体放电的光源来进行原子发射光谱分析的方法。它是一种火焰温度范围为6000至10000K的火焰技术。该发射强度表示样品中元素的浓度。为一种新型激发光源，性能优异，应用广泛。

## 组成

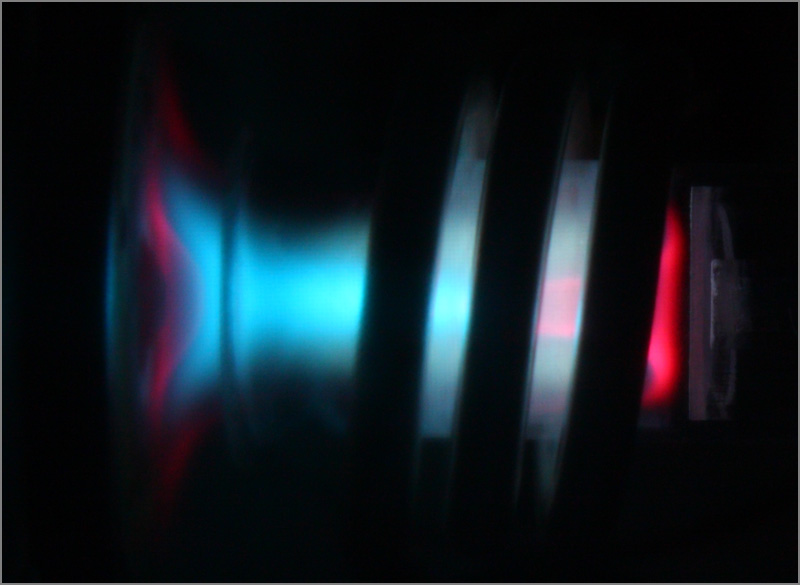
ICP等离子体"火炬".

主要包括等离子体炬管、高频发生器（产生高频电流）、感应圈、供气系统和雾化系统。炬管由三层同心石英玻璃管组成。外管内切向通入的氩气为等离子体工作气或冷却气。中管通入的氩气为辅助气。内管中的氩气为载气，将试样气溶胶引入炬中。

## 应用
ICP-AES的应用实例包括测定葡萄酒中的金属，食物中的砷，以及与蛋白质结合的微量元素。
ICP-OES广泛应用于选矿工程过程，以提供各种物流等级的数据，用于质量平衡的构建。